# 沙漠袋貂
沙漠袋貂（Sminthopsis psammophila），又名沙丘狹足袋鼩，是澳洲一種細小及肉食性的有袋類。牠們散佈在四個乾旱的地方，即北領地近阿瑪迪斯湖、南澳州的艾爾半島及Yellabinna Sand Dunes、西澳州大維多利亞沙漠的西南部。
沙漠袋貂是所有狹足袋鼩屬中最大及最稀有的物種之一。牠們是灰色的，主要棲息在沙丘。
沙漠袋貂在《瀕危野生動植物種國際貿易公約》被列為附錄一物種，而世界自然保護聯盟亦將牠們列為瀕危。

## 外部連結
- Threatened Species of the Northern Territory: Sandhill Dunnart